# Philip Townsend
Pour les articles homonymes, voir Townsend.
Philip Townsend, né le 27 juin 1940 et mort le 13 mars 2016, est un photographe britannique connu pour avoir fait les premières photos des Rolling Stones de leur carrière.

## Expositions
Collectives
- 2011 : Kings Road Chelsea, Proud Gallery
- 2010 : Beatles to Bowie, National Portrait Gallery
- 2010 : A Star Is Born - Photography and Rock since Elvis, Museum Folkwang, Essen, Allemagne
- 2009 : Who Shot Rock & Roll, Brooklyn Museum
- 2009 : 27 Forver, Proud Gallery, Camden
- 2009 : Backstage Pass - Musuem of Art, Portland, Oregon
- 2009 : Art Exchange, San Francisco
- 2006 : National Portrait Gallery - Beatles On The Balcony, Londres
- 2006 : Royal Academy - Photo London Showcase Selected By Christopher Bailey, Burberry Creative Director, Londres

Individuelles
- 2011 : Mr Sixties, The Gallery, Arts University College Bournemouth
- 2011 : Philip Townsend Solo Show, Lowry Museum Manchester
- 2011 : The Rolling Stones with Ronnie Wood Paintings, Silver K Gallery, Melbourne, Australie
- 2010 : Thompsons Gallery, Londres
- 2010 : Sixties Revisited, Lowndes Court, Carnaby, Londres
- 2010 : Royal Albert Hall, Londres
- 2010 : Nexus Kunst Center, Danmark
- 2009 : Sorry You Missed The Sixties, 29 Foubert Place, Carnaby, Londres WC1
- 2009 : Photographers Lounge, Swanage Dorset
- 2008 :  Coningsby Gallery, Londres
- 2008  Watergate Street Gallery, Chester
- 2008 : The Morrison Hotel, La Jolla, Californie
- 2008 : Square One Gallery, Kings Road, Chelsea.
- 2008 : Paris - Galerie Chappe, France
- 2008 : New Mexico - Gallery Loulou, Sante Fe
- 2007 : Fred Segal Mauro Cafe - Melrose Avenue, Los Angeles
- 2007 : The Gallery - By The Meadow Farm, Steventon, Oxfordshire
- 2007 : Morrison Hotel Gallery - New York
- 2007 : Dale Smith Gallery - Ottawa, Canada
- 2006 : Blue 73 Gallery - Belfast, Irlande du nord
- 2006 : Vip's Gallery - Rotterdam
- 2006 : Studio One Fringe Festival - Edimbourg
- 2006 : Nunnington Hall - National Trust, North Yorkshire
- 2006 : Bloxham Gallery - Battersea, Londres
- 2005 : Interior Angle Gallery - Chelmsford
- 2004 : Smudge Gallery - Spitalfields, Londres E1
- 2004 : Kick Start Visual Art Exhibition - Royal Arsenal, Londres